# العبدلي (الكويت)
العبدلي منطقة من مناطق محافظة الجهراء في الكويت. سميت بهذا الاسم نسبة إلى رجل من بني عبد الله من مطير.
تكثر بهذه المنطقة المزارع، مثل (مزرعة البحيرة الزرقاء،ومزرعة باب دگالة.ومزرعة الزهرة والكثير من المزارع الجميلة وكذلك المحميات) وهي منطقة حدودية شمال الكويت مع العراق على بعد 80كم، وهي منطقة زراعية وفيها بعض حقول النفط والغاز .